# Lithophane lucida
Lithophane lucida är en fjärilsart som beskrevs av Friedrich von Huene. Lithophane lucida ingår i släktet Lithophane och familjen nattflyn. Inga underarter finns listade i Catalogue of Life.